# Dans- och cirkushögskolan

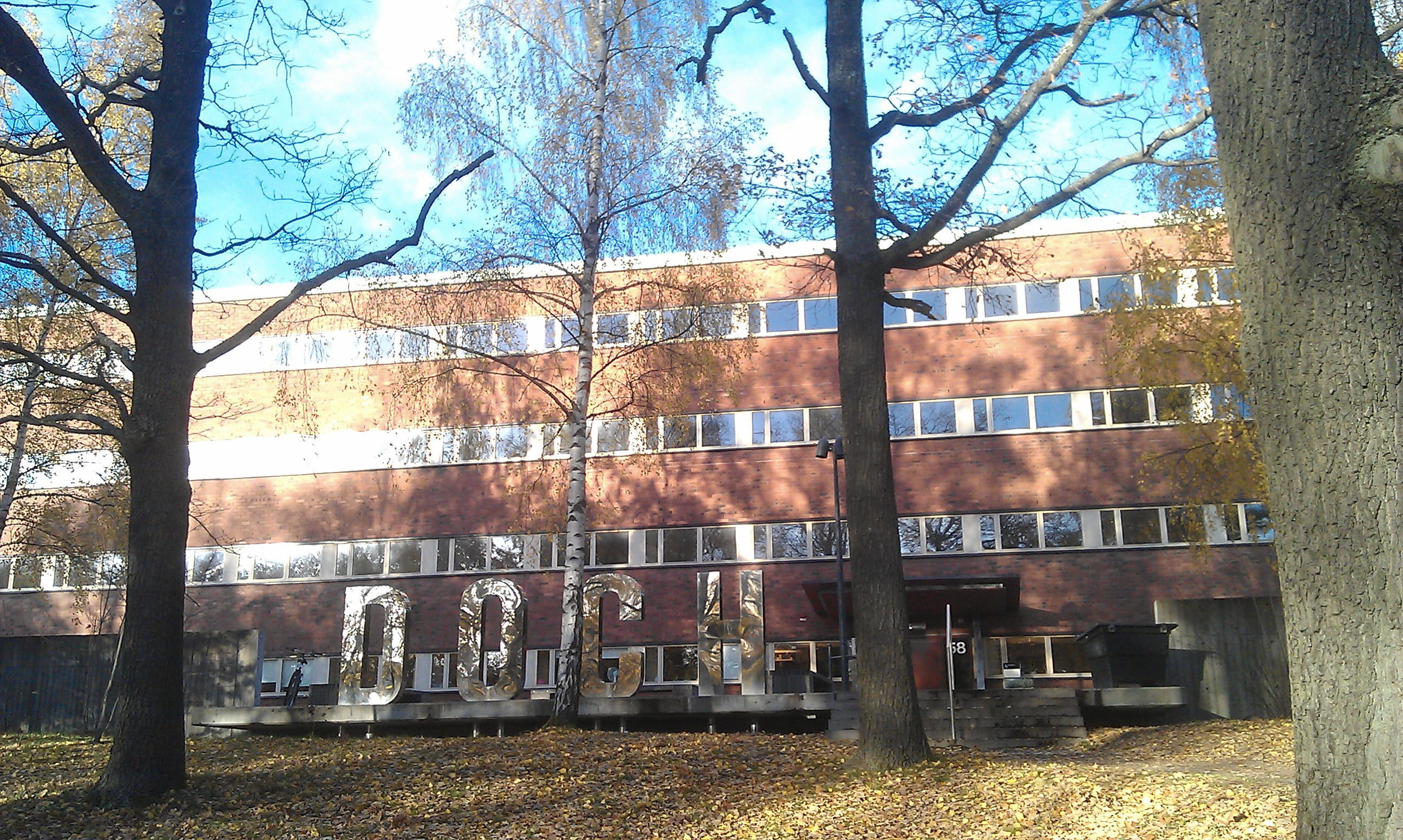
Dans- och cirkushögskolan på Brinellvägen.

Dans- och cirkushögskolan, DOCH, var en svensk statlig högskola.
DOCH bildade 2014, tillsammans med Operahögskolan i Stockholm och Stockholms dramatiska högskola, Stockholms konstnärliga högskola. Sedan 1 januari 2020 används inte längre namnet Dans- och cirkushögskolan.

## Historia

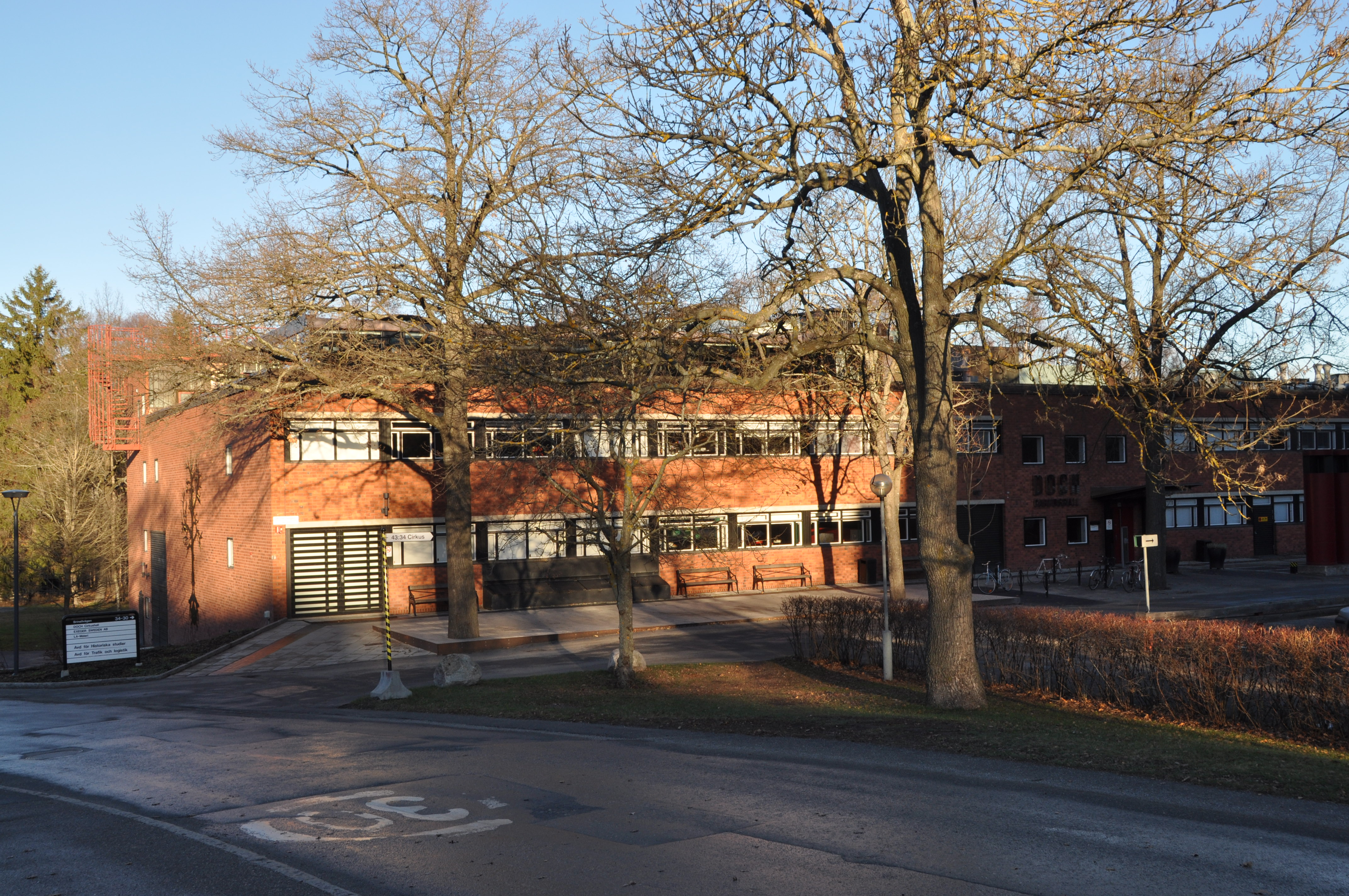
DOCH Cirkushall.

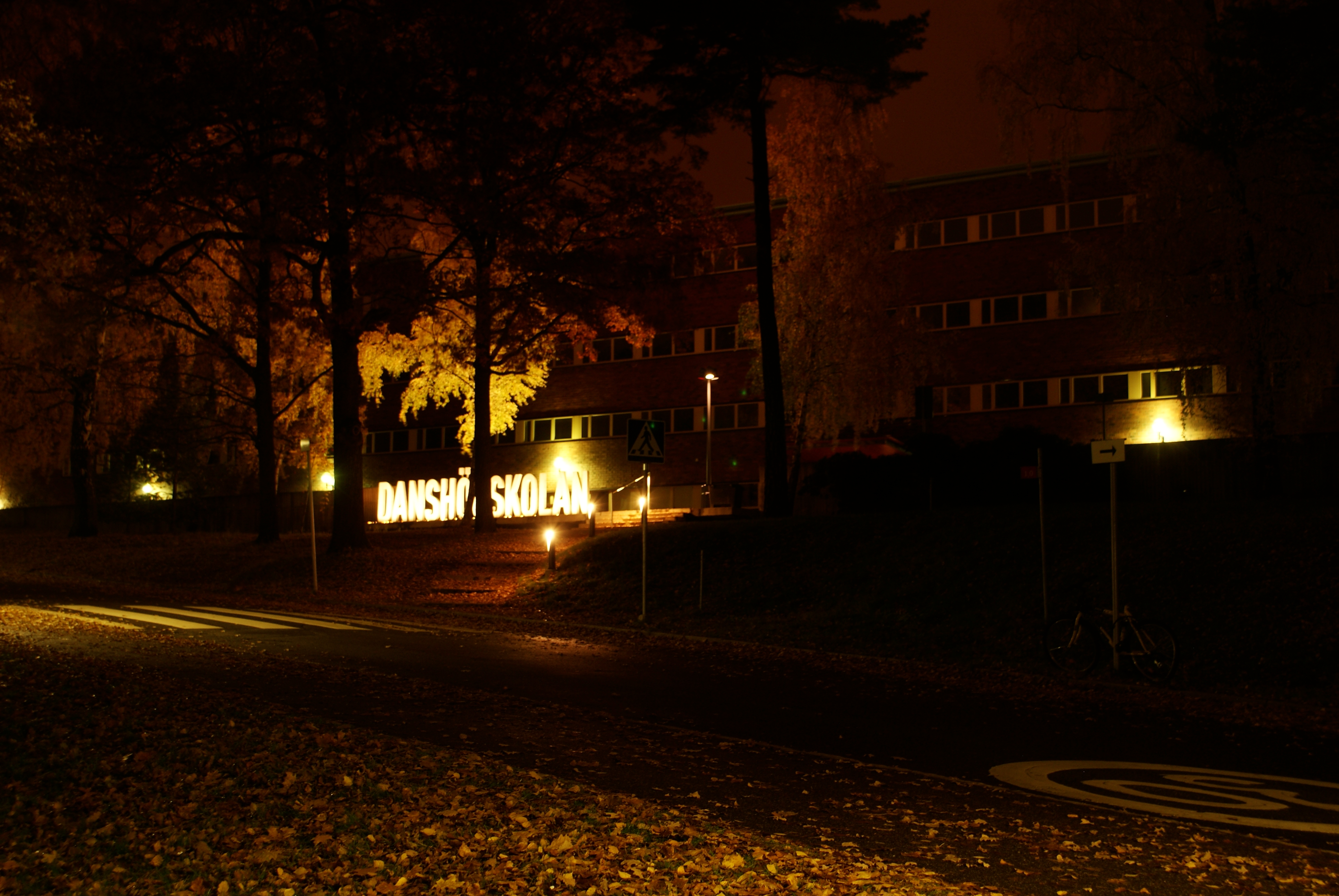
Danshögskolan på Brinellvägen 2009. Skylten är sedan 2010 utbytt då skolan bytte namn till Dans- och cirkushögskolan.

1963 startade Koreografiska Institutet med en ettårig utbildning i koreografi. Lokalerna fanns på Västra Trädgårdsgatan i Blanchegalleriet (numera Sverigehuset) i Stockholm.
1964 inrättades Danspedagogutbildningen och efter en flytt etablerades verksamheten på Blaiseholmstorg 8.
1965 blev utbildningarna treåriga.
1966 startade Mimutbildningen som försöksverksamhet (blev utbildningslinje 1977 och fick Teaterhögskolan som ny huvudman 1993).
1970 blev utbildningen statlig under namnet Statens dansskola och verksamheten flyttade till nya lokaler i Filmhuset på Gärdet.
1978 ombildades Statens dansskola till högskola och fick namnet Danshögskolan.
1985 inrättades nämnden för konstnärligt utvecklingsarbete, KU.
1990 flyttade Danshögskolan till lokaler på Sehlstedtsgatan 4 på Gärdet och fick en egen scen.
1992 inrättades den första professuren vid Danshögskolan.
1994 startade dansarutbildning som en tvåårig fortbildning av dansare.
2001 antogs den första doktoranden i samarbete med Lärarhögskolan och Stockholms universitet.
2005 startade nycirkusutbildning på kandidatnivå med lokalisering i Alby.
2006 flyttade Danshögskolan till Brinellvägen 58 på Campus Valhallavägen och dansarutbildning på kandidatnivå startades.
2008 startades masterutbildning i koreografi.
2008 startades Danshögskolan forskarutbildning i koreografi i samverkan med KTH och två doktorander antogs.
2010 ändrades namnet från Danshögskolan till Dans- och cirkushögskolan.
2014 inkorporerades högskolan som en separat enhet i nybildade Stockholms konstnärliga högskola och använde namnet Dans- och cirkushögskolan (DOCH).
2020 slutade namnet Dans- och cirkushögskolan (DOCH) att användas. Verksamheten ingår sedan dess i Stockholms konstnärliga högskola.

## Rektorer
- 1963 Birgit Cullberg
- 1963–1971 Bengt Häger
- 1971–1975 Lilian Runestam
- 1976–1996 Lena Malmsjö
- 1996–2005 Kari Sylwan
- 2006–2013 Efva Lilja

## Professorer
- 1992–2002 Margaretha Åsberg, koreografisk komposition
- 1993–2003 Erna Grönlund, danspedagogik
- 2003–2008 Jens Graff, dansinterpretation
- 2003–2006 Efva Lilja, koreografisk komposition
- 2008– Cecilia Roos, dansinterpretation
- 2008– Cristina Caprioli, koreografisk komposition
- 2009– Lena Hammergren, dansvetenskap

## Gästprofessorer
- 1999–2009 Lena Hammergren, dansvetenskap
- 2005– Tilde Björfors, nycirkus
- 2006– Ana Sanchez Colberg, koreografi
- 2007– Birgitta Sandström, pedagogik
- 2008–2009 John-Paul Zaccarini, nycirkus
- 2009– Irena Purschke Bronett, cirkus
- 2010– Johan Widén, konst
- 2010– Amanda Steggel, koreografi

## Antal studenter
- 1963: 10
- 1970: 60
- 1980: 60
- 1990: 80
- 2000: 150
- 2010: 200